# Serebryja (rejon mohylowski)
Serebryja (ukr. Серебрія, Serebryja, ros. Серебри́я, rum. Serebria) – wieś na Ukrainie, w obwodzie winnickim, w rejonie mohylowskim, przy ujściu Serebryi do Dniestru.
W czasach Rzeczypospolitej wieś leżała w województwie podolskim. W 1765 posesorem Serebryi był wojewoda kijowski Franciszek Salezy Potocki. Odpadła od Polski w wyniku II rozbioru.